# Malik Shah III

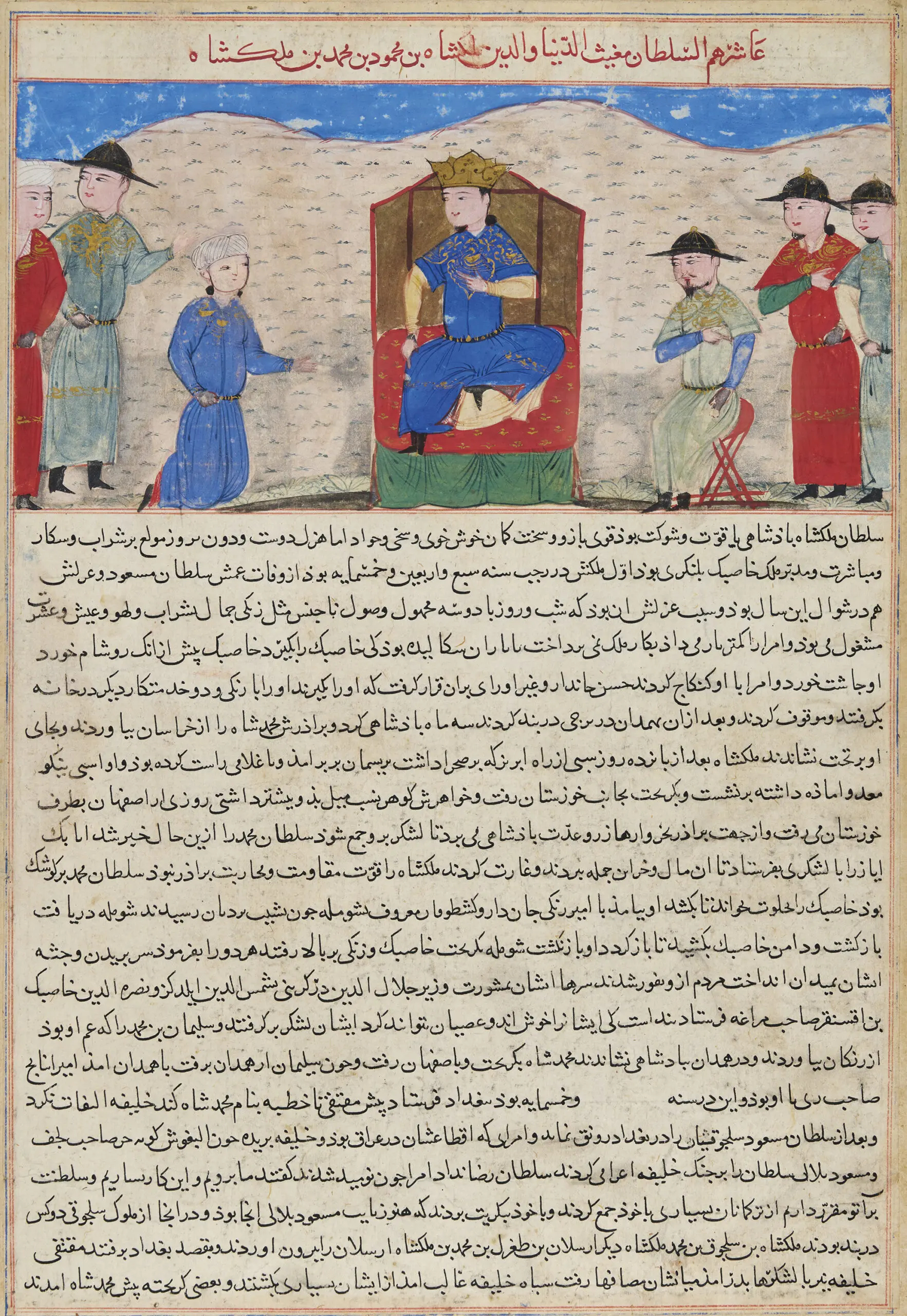

Malik Shah III est un sultan de l'Empire seldjoukide en Perse occidentale et Irak, né en 1128, mort en 1159 ou 1160. C'est un arrière petit-fils de Malik Shah Ier et un descendant direct de Toghril Ier Beg, premier sultan de la dynastie. 
Il succéda, en 1152, à son cousin Mas’oud et fut déposé par les émirs l'année suivante. Il finit par recouvrer un lambeau d’autorité, se joignit aux ennemis de son frère Muhammad II, qui lui avait succédé à Hamadan, et remporta sur lui quelques succès. Après la mort de Muhammad II (1159), Malik Chah III s’empara d’Ispahan, mais fut empoisonné quelque temps après dans cette ville. Son autre cousin Sulayman Shah, frère de Mas'oud, lui succéda.

## Source
« Malik Shah III », dans Pierre Larousse, Grand dictionnaire universel du XIXe siècle, Paris, Administration du grand dictionnaire universel, 15 vol., 1863-1890 [détail des éditions].